# Raymond Salles
Raymond Julien Salles (* 18. Juli 1920 in Paris; † 15. Juni 1996 in Créteil) war ein französischer Ruderer. Er gewann 1952 eine olympische Goldmedaille.
Raymond Salles und Gaston Mercier ruderten für die Société d'Encouragement du Sport Nautique. Da sie über keinen geeigneten Steuermann verfügten, versuchten sie es mit dem Sohn eines Ruderers der Société Nautique de la Marne. Bernard Malivoire war 1952 erst 14 Jahre alt, passte aber zu Salles und Mercier. Diese Mannschaft trat bei den Olympischen Spielen in Helsinki im Zweier mit Steuermann an.
Die Franzosen siegten in Helsinki im zweiten Vorlauf und im ersten Halbfinale und hatten damit wie die italienischen Europameister von 1949 bis 1951 – Giuseppe Ramani, Aldo Tarlao und Steuermann Luciano Marion – das Finale ohne Niederlage erreicht. Aus den Hoffnungsläufen erreichten die Deutschen Helmut Heinhold, Heinz Manchen und Helmut Noll, die Finnen und die Dänen das Finale. Im Finale siegten die Franzosen mit dreieinhalb Sekunden Vorsprung vor den Deutschen. Die Dänen erhielten die Bronzemedaille vor den Italienern und den Finnen. 